# سواسار
سواسار (بالإنجليزية: Xoisar)‏ هي منطقة سكنية تقع في الصين في أزمة التبت والصين. يقدر عدد سكانها بـ
- نسمة .